# Mandu
 Mandu (Hangul: 만두) là một món bánh gối của người Triều Tiên, tương tự món gyoza của người Nhật Bản. Khi được nướng hoặc chiên, món này được gọi là gunmandu (군만두). Mandu thường được dùng với nước chấm pha từ xì dầu và dấm.
Mandu thường được ăn kèm với kim chi, và một nước chấm làm từ nước tương, dấm và ớt. Họ thường được làm đầy với thịt băm nhỏ, đậu hũ, hành lá, tỏi và gừng.

## Các loại mandu
- Mulmandu (물만두), từ bản thân có nghĩa là "nước Mandu " kể từ khi nó được đun sôi.
- Gunmandu (군만두) là chảo chiên Mandu, nó bắt nguồn từ guun-Mandu 구운 만두 => 군만두 có nghĩa là bánh gối "gay gắt". Nó đôi khi được gọi theo tên tiếng Nhật của mình, yakimandu.
- Jjinmandu (찐만두) được hấp, hoặc trong một nồi hấp tre truyền thống hoặc các phiên bản hiện đại.
- Gullin Mandu (굴린 만두), hay còn gọi là gulmandu là một loạt các Mandu trong một hình dạng viên tròn không có lớp phủ bên trên. Nó chủ yếu được ăn trong mùa hè.
- Wang Mandu (왕만두), là một bánh nhồi thịt và rau quả.
- Pyeonsu (편수), Mandu nhồi với rau trong một hình chữ nhật. Nó chủ yếu ăn vào mùa hè và đặc sản địa phương của khu công nghiệp Kaesong, Bắc Triều Tiên.
- Eomandu (어 만두), Mandu bọc với lát cá phi lê. Ban đầu nó được ăn tại tòa án hoàng gia Hàn Quốc và yangban (lớp quý tộc) gia đình.
- Saengchi Mandu (생치 만두), Mandu nhồi với thịt gà lôi, thịt bò và đậu phụ, đã được ăn tại tòa án hoàng gia Hàn Quốc và trong khu vực Seoul trong suốt mùa đông.
- Seognyu Mandu (석류 만두), nghĩa là " bánh bao hình quả lựu"
- Somandu (소만두), Mandu nhồi với chỉ rau, mà ban đầu được ăn trong các đền thờ Phật giáo.
- Gyu-asang (규 아상), Mandu nhồi với dưa leo xắt sợi và thịt bò bằm trong hình dạng tương tự con hải sâm. Nó chủ yếu được ăn trong mùa hè.
- Kimchi Mandu (김치 만두), mandu chứa kim chi. Việc bổ sung các kim chi cho nó một hương vị cay so với khác Mandu.
- Manduguk là một loại canh (guk) thực hiện với Mandu trong nước dùng thịt bò. Trong triều đình Hàn Quốc, các món ăn được gọi là byeongsi (병시/餠匙) trong khi ở Eumsik dimibang, một cuốn sách nấu ăn thế kỷ 17, nó được gọi là "seokryutang" (석류 탕).